# Sladenia
Sladenia je rod dravých ryb z čeledi ďasovitých (Lophiidae). Zástupci tohoto rodu se vyznačují bentickým způsobem života ve velkých hloubkách.

## Druhy
- Sladenia gardineri (Regan, 1908)
- Ďas celebský (Sladenia remiger; Smith & Radcliffe, 1912)
- Ďas Shaefersův (Sladenia shaefersi; Caruso & Bullis, 1976)